# Płońsk
Płońsk är en stad i mellersta Polen, belägen vid floden Płonka, 60 km nord om Warszawa. Från 1815 till 1915 tillhörde staden Kongresspolen, underställd Tsarryssland, och från 1915 till 1918 var samma område en vasallstat underställd Axelmakterna, innan Andra polska republiken skapades 1918 och införlivade alla delar av det forna Polen. Befolkningen är 21 591 (2022)